# El duc de West Point
El duc de West Point (títol original: The Duke of West Point) és una pel·lícula dramàtica estatunidenca de 1938 dirigida per Alfred E. Green i protagonitzada per Louis Hayward, Joan Fontaine i Tom Brown. Va ser descrita com " A Yank at Oxford al revés". Està doblada al català.

## Argument
El fill d'un diplomàtic estatunidenc, Steven Early, després d'haver estat educat a Anglaterra, arriba a West Point. És anomenat "El duc" pels altres companys per la seva trajectòria i origen.
Steve es converteix en un estudiós i esportista, destacant en l'hoquei sobre gel. Els seus companys d'habitació i amics són els cadets Sonny Drew i Jack West, i desenvolupa un interès romàntic per l'Ann Porter.

## Repartiment
- Louis Hayward com Steve
- Joan Fontaine com Ann
- Tom Brown com Sonny
- Richard Carlson com Jack
- Alan Curtis com Cadet Strong
- Don "Red" Barry com Cadet Grady
- Steve Pendleton com Cadet Rains
- Charles D. Brown com Doc Porter
- Jed Prouty com Mr. Drew
- Marjorie Gateson com Mrs. Drew
- Emma Dunn com Mrs. West
- George McKay com entrenador universitari d'hoquei
- James Flavin com Entrenador d'hoquei
- Kenneth Harlan com Entrenador universitari de futbol

## Producció
Aquesta va ser la primera pel·lícula que Edward Small va fer a United Artists després d'una estada a RKO.
Originalment, la pel·lícula estava pensada per protagonitzar el patinador sobre gel Jack Dunn (la història arriba al clímax amb un joc d'hoquei sobre gel), però la part es va haver de reformar després de la seva mort el juliol de 1938, just abans que la producció estigués a punt de començar. Louis Hayward, un amic de Dunn, va rebre l'encàrrec. Posteriorment, Edward Small va signar Hayward per a un acord de diverses pel·lícules.
Diverses antigues estrelles del cinema mut van tenir papers secundaris.
El guió va tenir l'aprovació de West Point. Richard Carlson va ser agafat de David O. Selznick i Joan Fontaine va ser agafada de RKO. El rodatge va començar el 22 de setembre de 1938.

## Recepció
Les crítiques van ser mixtes.